# Protobothrops tokarensis
Habu de Tokara
Espèce
Synonymes
- Trimeresurus tokarensis Nagai, 1928
- Trimeresurus flavoviridis tokarensis Nagai, 1928

Le Habu de Tokara (Protobothrops tokarensis) est une espèce de serpents, de la famille des Vipéridés. 

## Répartition
Cette espèce est endémique des îles Tokara (préfecture de Kagoshima, Japon). On la rencontre notamment sur Takara-jima et Kotakara-jima.

## Description
C'est un serpent venimeux.

## Étymologie
Son nom d'espèce, composé de tokar[a] et du suffixe latin -ensis, « qui vit dans, qui habite », lui a été donné en référence au lieu de sa découverte.

## Publication originale
- Nagai, 1928 : Tokara-Habu & Erabu-unagi. Kagoshimeken Hakubutsu-Chosa (Report on the natural history of the province of Kagoshima – Society for the education and survey of Kagoshima Prefecture), vol. 3, p. 1-64.